# Los Almendros
Los Almendros är en ort i Mexiko.   Den ligger i kommunen Zihuatanejo de Azueta och delstaten Guerrero, i den södra delen av landet, 300 km sydväst om huvudstaden Mexico City. Los Almendros ligger 32 meter över havet och antalet invånare är 1 198.
Terrängen runt Los Almendros är platt åt sydväst, men åt nordost är den kuperad. Havet är nära Los Almendros åt sydväst. Runt Los Almendros är det glesbefolkat, med 19 invånare per kvadratkilometer. Närmaste större samhälle är Zihuatanejo, 12,5 km väster om Los Almendros. Omgivningarna runt Los Almendros är en mosaik av jordbruksmark och naturlig växtlighet.